# Eugeniusz Zaleski
Eugeniusz Władysław Zaleski, franc. Eugène Ladislas Zaleski (ur. 27 sierpnia 1918 we Lwowie, zm. 24 listopada 2001 w Paryżu) – polski prawnik i ekonomista, naukowiec sowietolog, wykładowca akademicki, działacz emigracyjny we Francji.

## Życiorys
Urodził się 27 sierpnia 1918 we Lwowie. Przed 1939 podjął studia prawa na Wydziale Prawa Uniwersytetu Jana Kazimierza we Lwowie, które ukończył po wybuchu II wojny światowej podczas okupacji sowieckiej w 1940. Podczas wojny i trwającej okupacji działał w Związku Walki Zbrojnej–Armii Krajowej. W maju 1943 został aresztowany przez Niemców, był osadzony w obozach koncentracyjnych Auschwitz-Birkenau i Mauthausen-Gusen. W maju 1945 odzyskał wolność. Wówczas przewodził Polskiemu Komitetowi w Linzu. Po wojnie służył w Polskim Korpusie Przysposobienia i Rozmieszczenia na ziemi francuskiej, a w 1948 został zdemobilizowany.
Pozostał na emigracji we Francji. Kontynuował studia na Uniwersytecie Paryskim, gdzie uzyskał stopień doktora w zakresie ekonomii. Został wykładowcą nauk o Związku Sowieckim. W 1949 i od 1951 pracował jako badacz i profesor w Centre national de la recherche scientifique (CNRS, Centrum Narodowe Badań Naukowych) w Ministerstwie Badań i Technologii, gdzie w 1968 został dyrektorem badań.
. Został wydawcą kwartalnika „Revue del’Est” (później przemianowany na „Revue d'Eludes Comparatives Esl-Ouest”), poświęconego sprawom sowieckim i Europy Wschodniej. Kontynuował pracę nauczyciela akademickiego, wykładając na Université Paris-Dauphine, Sorbonie, Université d’Aix-Marseille I, Ecole des Sciences Politiques (Sciences Po, Szkoła Nauk Politycznych), kształcąc sowietologów we Francji. Ponadto współpracował z uczelniami w Stanach Zjednoczonych i w Wielkiej Brytanii: Harvard Russian Center (1956/1957), Stanford's Hoover Institution, St Antony’s College w Oksfordzie, Uniwersytet w Birmingham, Uniwersytet Wirginii (1962/1963), London School of Economics (1979). Brał udział w wielu konferencjach we Francji. Współpracował z organizacjami France’s Commissariat du Plan, OECD, NATO.  Należał do Association Francaise des Sciences Economiques, oraz Stowarzyszenia Mont Pelerin. Jego specjalizacją badań naukowych było planowanie sowieckie i wschodnioeuropejskie oraz transfer technologii pomiędzy Wschodem i Zachodem przed 1989. Publikował prace w językach francuskim i angielskim.
Od 1979 do lat 80. był prezesem rady Towarzystwa Historyczno-Literackiego w Paryżu. Od 1986 do 1989 był dyrektorem Biblioteki Polskiej w Paryżu (ponownie wybrany w 1983). Należał do koła polskich weteranów i więźniów politycznych na emigracji we Francji.
12 marca 1993 został odznaczony przez prezydenta RP Lecha Wałęsę Krzyżem Komandorskim Orderu Zasługi Rzeczypospolitej Polskiej. Zmarł 24 listopada 2001 w Paryżu. Był żonaty z Isabelle z domu Cotton.

## Publikacje
- Mouvements ouvriers et socialises – Chronologie el Bibliographic – La Russie; Tome I: 1725-1907, Tome II: 1908-1919 (1956, 1957)[1][2]
- Les courants commerciaux de I'Europe danubienne au cows de la premiere moitie du XX siecle (1962)[1][2]
- Planification de la croissance et fluctuations économiques en URSS; Tome I, 1918-1932 (1962)[2]
- Planning Reforms in the Soviet Union, 1962–1966 (1967)[1][2]
- Planning for Economic Growth in the Soviet Union, 1918-1932 (1971)[1][2]
- Stalinist Planning for Economic Growth, 1933-1952 (1980)[1][2]
- Transfert de Techniques entre l'est et l'ouest (1980, z Helgardem Wienertem)[2]
- La Planification stalinienne, croissance et fluctuations économiques en URSS (1984)[2]